# Јужни ветар (издавачка кућа)
Јужни ветар је некадашња југословенска, данас српска, музичка издавачка кућа и оркестар, са седиштем у Београду основан 1980. године.
Под њеним окриљем прославили су се Драгана Мирковић, Миле Китић, Синан Сакић, Шемса Суљаковић, Кемал Маловчић и други.
Током осамдесетих и деведесетих година важила је за једну од најпопуларнијих и најтиражнијих музичких кућа на простору бивше Југославије.

## Премиса
Јужни ветар је основао Миодраг М. Илић, познат као Миле „Бас“. Миодраг је најчешће и био композитор, аранжер и текстописац певача испод којих се потписивао Јужни ветар. Највећи успех кућа је достигла осамдесетих и почетком деведесетих година, захваљујући групи од пет певача који су промовисани и ишли заједно на турнеје под слоганом Велика петорка Јужног ветра, а коју су чинили Драгана Мирковић, Миле Китић, Синан Сакић, Шемса Суљаковић и Кемал Маловчић уз пратњу Миодрага М. Илића за бас-гитаром, Саве Бојића за гитаром и Перице Здравковића за хармоником. Из тог периода потичу и неки од највећих хитова продукције — Кад би знао како чезнем, Сто ћу чуда учинити, Спаси ме самоће, Мило моје, што те нема, Јелени кошуте љубе и друге Драгане Мирковић; Еј, откад сам се родио, Реци све жеље, Изађи на пет минута, Све је постало пепео и дим, Заљубљен у тебе и друге Синана Сакића; Пристајем на све, Зар за мене нема среће, Јави се отерај тугу, Ми се волимо, Што ме питаш и друге Шемсе Суљаковић; Хеј животе, хеј судбино, Ја нећу љепшу, Чаша љубави, Ми смо били један живот, Могао сам бити цар, Хеј, ви хитри дани и друге Милета Китића; Дошао сам само да те видим, Цветају липе, Окреће се коло среће, Ко губи и Лажеш да си срећна Кемала Маловчића и друге.

## Историјат Јужног ветра
Миодраг М. Илић, рођен у Лесковцу, од раног детињства ушао је у свет музике, када је у другом разреду средње школе добио прву гитару. Прве акорде научио је свирајући песме Битлса, док му је главни узор био Пол Макартни. Са својим бендом Другови почиње да свира на игранкама, а за Радио Београд снимају и своје прве снимке. Међутим, почетком 1970-их година престаје да се бави рокенролом, и у борби за егзистенцију увелико креће да свира у кафанским оркестрима. Како истиче, у младости је мрзео народну музику, због чега му је у почетку било тешко да јој се прилагоди и да промени жанр.
У међувремену, 1977. године долази у Београд, након чега постаје члан оркестра Аце Степића, где као бас-гитариста проводи четири и по године. Истовремено, окушао се и као стваралац, а посебно се показала успешном његова сарадња са певачима Душаном Костићем и Меримом Његомир.
У оркестру Аце Степића, Илић упознаје гитаристу Саву Бојића, такође бившег рок музичара, у младости члана прогресивних бендова Поп машина и Тако, цењеног по прецизним свиркама репертоара Џимија Хендрикса. Њих двојица 1979. године оснивају ансамбл Кошутњак који се може делимично сматрати претечом Јужног ветра. Прве синглове снимили су са Горданом Руњајић и Душаном Костићем.
Године 1980. Илић објављује сингл са песмама Припала си мени и Не иди, аго, на којима се први пут појављује име Јужни ветар. Након тога следе први синглови, као и ЛП плоче певача као што су Душан Костић, Тома Здравковић, Драган Шаулић, Љубиша Стојановић Луис, Гордана Стојићевић, Рале Ћајић и други. Компилацијски албум Ја оставих мому крај Вардара издат 1981. године представља први албум оркестра, али не постиже већи успех и потрага за новим певачима бива настављена.
Поред Илића и Бојића, инструменталисти који су дуже или краће учествовали у почетној фази Јужног ветра, у периоду од 1980. до 1984. године били су и кларинетисти Божидар Боки Милошевић и Вериша Милорадовић, хармоникаши Лазар Панајотовић, Драган Стојковић Босанац, Драган Александрић и Александар Крњевац, виолинисти Зоран Миленковић и Добросав Васић, гитаристи Драгољуб Китић, Момчило Савић, Слободан Вукашиновић и Гаврило Николовски, затим Миодраг Бељаковић, Момчило Моша Јовановић, а накратко и члан YU групе Ратислав Раша Ђелмаш на удараљкама и бубњевима, као и клавијатуристи Слободан Бода Николић, Борислав Мартић и Лаза Ристовски. Бојић је током 1981. и 1982. године паузирао у раду са Јужним ветром и учествовао у раду оркестра Златне струне као и свирању музике за серију Врућ ветар.
Прву фазу Јужног ветра карактерисале су песме у духу оријенталног и јужњачког стила, као и двојки, шумадијског стила и босанског севдаха, али на другачији начин него што су тадашње продукцијске куће попут Дискоса и Југодиска издавале, што је наговештавало револуцију и нови талас у народној музици.
1982. године у оркестар долазе певачи Синан Сакић и Шемса Суљаковић. Сакићев први албум Још увек те чекам, који је касније имао два велика хита Јаничар и Мико, друже мој био је намењен Драгану Шаулићу који је због болести морао да одустане од снимања. Иако у почетку продат у само 2.000 примерака због чега се седам месеци након издавања назирао неуспех, продуцентска кућа из Тузле је наручила око 6.000 примерака албума чиме је ситуација донекле била поправљена. У исто време, након одласка Драгана Стојковића Босанца из оркестра, стални члан музичког трија који је кренуо да се формира постаје хармоникаш и клавијатуриста Перица Здравковић, Илићев земљак и рођак, до тада друга хармоника и повремени члан, који преузима позицију првог хармоникаша. На препоруку Саве Бојића, накратко у студијском раду састав је током 1983. године појачао и најпознатији клавијатуриста у Југославији, Лаза Ристовски, члан Смака и Бијелог дугмета, који свира на албумима Што ме питаш како живим Синана Сакића и Ниси знао да ме чуваш Гордане Стојићевић.
До 1985. године, на скоро свим албумима се, поред Миодрага М. Илића, као композитори једне или две песме на албумима где је Јужни ветар деловао као услужни оркестар спорадично појављују Мирсад Ибрић, Василије Покрајчић, Марко Милан, Изет Дурић, Ратко Рале Ћајић, Звонко Демировић, Назиф Гљива, Драган Живановић Троша, Љубо Кешељ, Милутин Поповић Захар, Драган Александрић, Радослав Граић, Ефтим Петров, Хасан Дудић, Илија Спасојевић, Милован Прокић, Лепа Лукић, Бора Вишњички, Аца Степић, Мирољуб Брзаковић Брзи, Бобан Здравковић, Горан Куртовић, Неџад Есадовић и многи други.
1984. године члан састава постаје Миле Китић који снима албум Чаша љубави, првобитно намењен Синану Сакићу. Исте године, састав напушта бубњар Момчило Моша Јовановић услед набавке ритам-машине. Ова година је битна за историју оркестра јер креће модернизација звука уз искоришћавање, а према некима и злоупотребу свих потенцијала синтисајзера и ритам машине. У овом периоду се формирао музички трио, који чине Илић, Бојић и Здравковић. Већ 1985. године у Јужни ветар долази већ доказано име народне музике, Кемал Маловчић, а наредне 1986. године тада веома млада и популарна звезда Драгана Мирковић чиме се завршава формирање прве велике петорке певача.
Међу публиком на позитиван пријем наилазе и албуми певача ван прве петорке, попут албума Мустафе Шабановића чија се песма са албума Ото девел адава мангљан (Од Бога си то тражила), појављује у филму Емира Кустурице Дом за вешање 1988. године, затим Шерифа Коњевића и Ханке Палдум из 1985. године, као и албуми Љубише Стојановића Луиса из 1988. и 1990. године. Због мањих несугласица и рада ван Јужног ветра, гитариста Сава Бојић 1986. године накратко напушта састав, а замењује га Јосип Бочек, гитариста некада популарне Корни групе, као и блиски сарадник Ђорђа Балашевића, који је на албуму Бездан према појединим тврдњама песму Народњаци посветио управо њему због стиха "народњаци су украли мој бенд".
Исте године оркестар са певачима одлази на велику и испоставиће се, своју једину турнеју широм Југославије. Сава Бојић се поново враћа за турнеју, а као испомоћ стандардној свирачкој тројци долази млади Звонко Демировић који ће на турнеји свирати клавијатуре, као и бубњар Владимир Фурдуј Фурда, члан Корни групе. Незаборавни концерти су били на многобројним стадионима широм Југославије, а нарочито Босне и Херцеговине где је Јужни ветар био најпопуларнији, а посебно се памте наступи на стадиону Грбавици, у Тузли, Скопљу, Вучковцима код Градачца, као и на Ташмајдану пред више десетина хиљада људи.
Након Синановог албума Сви грешимо из 1987. године, Бојић поново одлази, овај пут на мало дуже време, због чега га поново замењује Бочек до средине 1988. године. Кемалов албум из 1988. године раде сами Илић и Здравковић, након чега се Бојић поново враћа за рад на Драганином, Луисовом и Китићевом албуму и остаје у групи све до распада 1991. године. Јужни ветар је свакако један од најтиражнијих извођача у Југославији а највише захваљујући петорци која је сваке године издавала по пет албума најчешће продаваних у тиражу од око пола милиона примерака, а остаће упамћен и рекордан тираж албума Пристајем на све Шемсе Суљаковић из 1986. године, који је продат у 850.000 примерака, чиме је комерцијално надмашио и најпопуларније поп и рок саставе тог доба као што су Бијело дугме, Плави оркестар, Бајага и Инструктори итд.
Популарност састава прекида рат и распад Југославије, као и међусобне несугласице и засићење међу члановима. Прво 1990. године групу напушта Драгана Мирковић због утицаја менаџера као и жеље за изградњом соло каријере, а због рата ће то учинити и Синан Сакић, Шемса Суљаковић и Кемал Маловчић 1991. године. Због свађе и несугласица групу поново напушта Сава Бојић, а заувек Перица Здравковић. Њих двојица ће формирати групу Жар која ће накратко пратити Драгану Мирковић почетком 90-их година. Уместо њих двојице Миодраг М. Илић у оркестар 1991. године доводи гитаристу из Луисовог оркестра Драгана Адамовића Кајгу и хармоникаша Бранислава Банета Васића.
Адамовић се задржава врло кратко, само на Кемаловом и Китићевом албуму 1991. године, након чега састав све до 1999. године ради као двојац који чине Илић и млади Бранислав Васић, који ће такође оставити врло позитиван траг у оркестру својом виртуозношћу на хармоници и шумадијским стилом свирања и аранжирања песама. Појављују се нови извођачи попут Анице Миленковић, Марте Савић, Индире Радић, Сузане Јовановић, Светлане Јунгић, Срећка Шушића и Нехруа, што прати и долазак већ афирмисаних певача попут Јашара Ахмедовског, Снежане Бабић Снеки и Ивана Кукоља Кукија.
Уследио је и повратак Синана Сакића у оркестар 1994. године, као и оснивање продуцентске куће Јувекомерц за коју ће албуме и синглове издавати највећи естрадни уметници тог доба. Међутим, Миле Китић који је једини остао у саставу и након осипања 1991. године, одлази након албума издатог 1995. године и отпочиње соло каријеру. Покушај формирања нове екипе певача је пропао, с обзиром на то да је већина одлазила након само једног или два издата албума.
Услед сарадње са појединим неквалитетним певачким именима, популарност Јужног ветра је већ у овом периоду кренула да опада до те мере да више никад није повратио стару славу, као у периоду од 1985. до 1991. године. Приметна ће бити и велика разлика у аранжманима током 1990-их година, пре свега заокрет од оријенталног ка шумадијском стилу, као и још веће губљење живих инструмената, односно програмирање и компјутеризација музике и бас-гитаре због напретка технологије.
Сава Бојић се поново враћа у састав 1999. године на албуму Ацка Незировића, али новоформирани музички трио поново кратко траје јер Васић услед неслагања у вези новонасталог стила, делом и због поновне оријентализације музике, одлази већ наредне године, након претпоследњег Сакићевог албума. Након одласка Синана Сакића 2001. године, долази до све веће сарадње са певачима неквалитетних и дискутабилних гласовних могућности и потпуне компјутеризације продукције због чега je, према мишљењу многих, Јужни ветар тих година дотакао дно из којег није изашао до данас.
Састав функционише као двојац до 2009. године када га и Сава Бојић напушта последњи пут, а Миодраг М. Илић остаје сам уз повремена гостовања Бранислава Васића и клавијатуристе Сејка Пашковског и од тада се бави искључиво програмирањем музике у духу модерног времена али не напуштајући основне постулате Јужног ветра. 2011. године, Илић оснива Студио ММИ који се бави аудио и видео продукцијом и дизајном. Певачи који сарађују са Јужним ветром у овом периоду су Неша Марковић, Адела Шечић, Свето Тодоровић, Осман Зуљи, Јасмина, Севаха, Иван Гавриловић и други. Емисије које се баве тематиком и промоцијом Јужног ветра су Махалуша и Цврчак на сат који се емитује сваке недеље од 1996. године.
Већину композиција и аранжмана урадио је творац оркестра Миодраг М. Илић, док су аранжмане такође радили и остали чланови оркестра Сава Бојић, Перица Здравковић, Јосип Бочек и Бранислав Васић. Неки од најпознатијих и најуспешнијих текстописаца са којима је Јужни ветар сарађивао су Миодраг Радомировић, Стевица Спасић, Миленко Јакшић, Никола Грбић, Весна Петковић, Суада Демировић, Звонко Демировић, Мила Јанковић, Драган Ћосић, Богдан Костадиновић, Тешо Мркоњић, Мирсад Ибрић, Демир Јетула, Шекиб Калаба, Миодраг Ж. Илић и многи други.

## Чланови Јужног ветра
Велику петорку чинили су: Драгана Мирковић, Миле Китић, Синан Сакић, Шемса Суљаковић и Кемал Маловчић.
Остали познати представници Јужног ветра били су: Индира Радић, Марта Савић, Јашар Ахмедовски, Иван Кукољ Куки и Срећко Шушић.
Сарадњу са кућом остварили су и Зорица Брунцлик, Снежана Бабић Снеки, Шабан Бајрамовић, Мина Костић, Весна Вукелић Венди, Љубиша Стојановић Луис, Аница Миленковић, Шериф Коњевић, Звонко Демировић, Весна Ривас, Бобан Здравковић, Ханка Палдум, Сузана Јовановић, Адела Шећић и други.

## Утицај и звук
Оно по чему се музика Јужног ветра својевремено разликовала од свих оркестара и извођача народне музике је, пре свега, сама поставка инструмената. Већ од 1985. године, његов звук карактерише све већа употреба синтисајзера уместо живих инструмената, затим посебно изражена ритам секција са препознатљивом употребом ритам машине, као и комбинација исламског, јужњачког и грчког, медитеранског мелоса са снажним елементима диско и рок звука. Његову музику карактеришу и хорско певање преузето из музике Ашкалија, динамичан и брз ритам песама, као и гитарске солаже и рифови преклопљени препознатљивим форшпилима на хармоници и клавијатурама.
За драстичну модернизацију звука Јужног ветра, као и његово спајање са другим жанровима заслужни су пре свега његови оснивачи Илић и Бојић који су бивши рок музичари, као и Јосип Бочек који је, као један од најбољих гитариста у Југославији, и поред краћег боравка у саставу оставио велики траг.
Међутим, због сувише модерних аранжмана, као и пренаглашене оријентализације народне музике, односно кокетирања са звуцима Блиског истока, Јужни ветар је својевремено наилазио на мноштво критика, као и проблема са цензорима и комисијом за шунд, све до пред крај 1980-их година. С обзиром на то да је проглашен шундом, већина радио-станица и телевизија бојкотовало је и избегавало да пушта његов репертоар.
Својим електронски семплованим звуком, који се знатно више заснивао на употреби синтисајзера и ритам машина него живих инструмената, Јужни ветар је упростио, а према неким мишљењима и појефтинио продукцију и сам звук народне музике. Као један од пионира модернизације народне музике, утицао је и на настанак и развој турбофолка, који само неколико година након његове популарности постаје доминантан жанр. Његов стил је посебно утицао на рад Гранд продукције у првих неколико година, а делимично је присутан и данас, у раду треп-фолк извођача.
Због великог утицаја турцизама, музика Јужног ветра је и данас посебно популарна у Босни и Херцеговини. Његов стил су пародирали концептуални уметник Рамбо Амадеус на свом дебитантском албуму О, туго јесења и Горан Баре, фронтмен винковачке рок групе Мајке, под псеудонимом Хали Гали Халид на мини-албуму Во-здра.
Велике заслуге за карактеристичан звук и аранжмане поред умећа и виртуозности чланова оркестра носе и најсавременији музички инструменти, миксете, ритам машине и један од најопремљенијих и најсавременијих музичких студија у то време. Ту се посебно истичу клавијатуре Roland-Juno 60 i Casio CZ-230s, ELKA, Korg M1, Korg T3, Oberheim Matrix 12, Roland E30, Roland JV30  и хармонике Dallape Supermaestro, Guerrini Superior 2, Guerrini Superior 4 i Scandalli Super VI које су користили Перица Здравковић и Бане Васић, оригинални ручни рад Fender Jazz Bass, бас гитара из 1969. године са специјалним еквилајзером који је користио Миодраг М. Илић, Ibanez, Charvel, Fender Stratocaster  и Telecaster електричне гитаре које је користио Сава Бојић уз класичне жичане инструменте као што су акустична гитара, бузуки, шаргија и саз. Јосип Бочек је користио Gibson електричну гитару, миксета у студију је била Soundtrack CP6800, а од ритам-машина су се највише користиле EMU SP-12, Drumulator, Oberheim DMX, Casio RZ-1. Звучна опрема, микрофони и слушалице су били углавном Yamaha производње.